# Provincia di Benevento

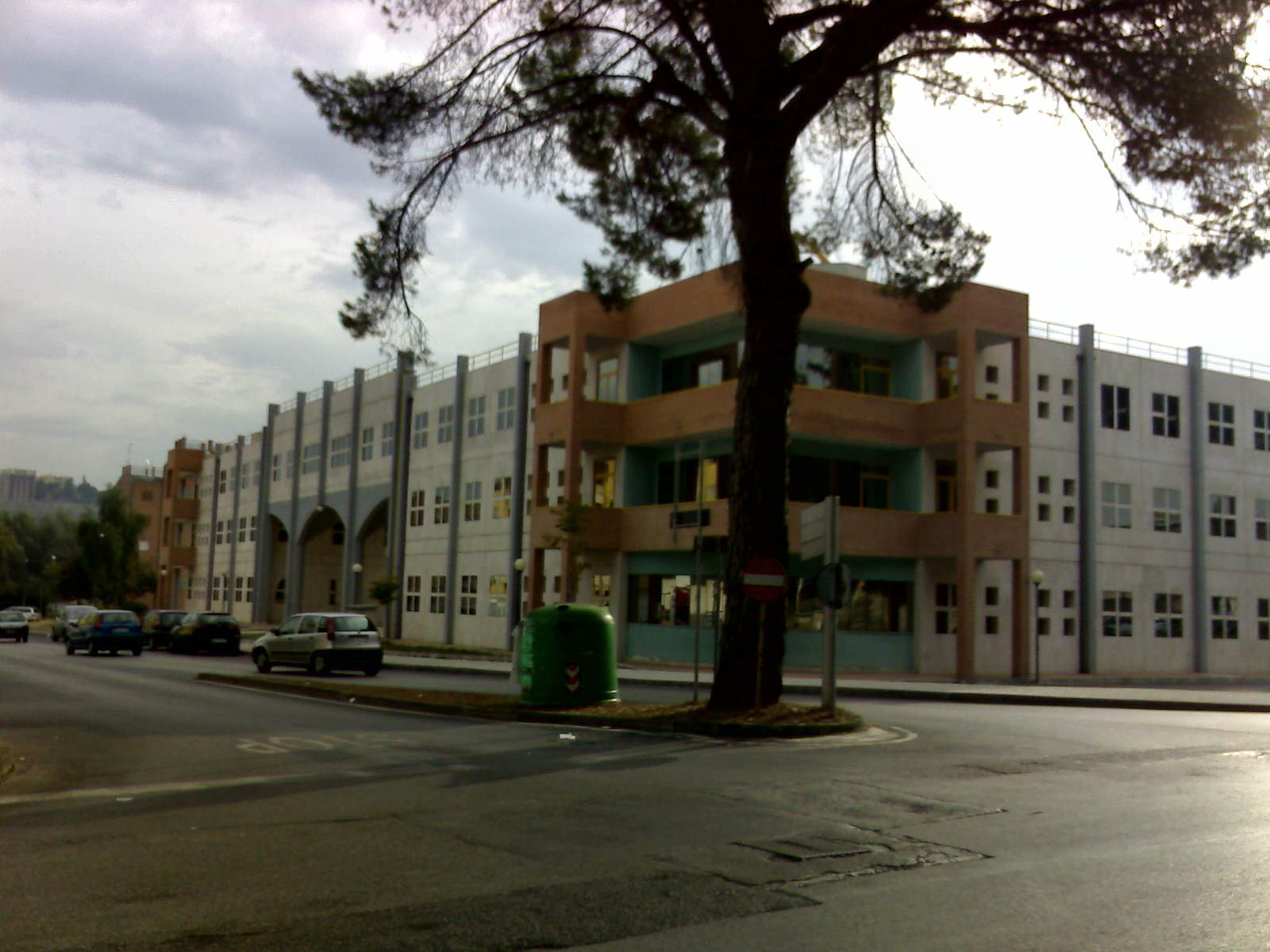
Il Centro Servizi Amministrativi

La provincia di Benevento è una provincia italiana della Campania, di 259 090 abitanti, con capoluogo Benevento.

## Geografia fisica
La provincia confina a nord con il Molise (provincia di Campobasso), a nord-est con la Puglia (provincia di Foggia), a sud-est e a sud con la provincia di Avellino (entro cui vi è l'exclave di Pannarano), a sud-ovest con la città metropolitana di Napoli, a ovest con la provincia di Caserta.
La sua massima dimensione latitudinale tra il colle Giglio, sul confine nord (41°29') e il monte Avella, sul confine sud (40°59') è di 30', pari a 55,59 km; mentre la massima ampiezza longitudinale, fra la frazione Biancano di Limatola (sul fiume Volturno) a ovest (14°23') e la masseria Tre Fontane (lungo il tratturello Camporeale-Foggia) sul confine orientale (15°11') è di 48', pari a 67 km circa.
Posta nell'Appennino meridionale, a cavallo tra il settore sannita e quello campano, la provincia ha la forma di una grande conca, compresa quasi tutta nel medio-basso bacino del Calore - Volturno, tranne l'estremo lembo proteso verso nord-est, il quale rientra nell'alto bacino del Fortore.
L'altitudine varia dai 44 metri della punta di Limatola ai 1822 metri del monte Mutria; la provincia è cinta dai contrafforti del Matese e del Sannio a nord; dai monti della Daunia a est; dai monti dell'Irpinia e del Partenio a sud; e dai monti Tifatini a ovest.

### Clima
Il clima della provincia di Benevento presenta inverni freddi, con gelate e brinate che si presentano spesso al mattino dopo nottate con cielo sereno. Nelle conche appenniniche, dove peraltro si trova il capoluogo, si ha il fenomeno dell'inversione termica, che favorisce la marcata discesa di temperatura dopo il tramonto per irraggiamento notturno, per cui spesso la temperatura scende anche al di sotto degli 0 °C in mancanza di vento e di nubi. Le precipitazioni sono scarse, con accumuli annuali che mediamente non superano i 600–700 mm. Fa eccezione la zona pedemontana al confine col Molise, dove, grazie all'effetto Stau indotto dal Matese, le precipitazioni aumentano sensibilmente con accumuli annuali che arrivano sino a 2000 mm. D'inverno la neve cade in abbondanza sul massiccio del Matese e in generale sopra i 400–500 m; la neve si spinge a quote inferiori solo in occasione di poderose irruzioni di aria gelida dai Balcani. Un evento nevoso molto importante nella provincia di Benevento ci fu nel febbraio 2012, quando il beneventano, come praticamente tutta l'Italia, fu colpito da gelo e neve fino al piano, con accumuli nevosi fino a 35 cm nel capoluogo.

### Monti
Nella conca di Benevento, il cui basamento geologico è costituito dall'unità di Ariano (formazione detritica di origine pliocenica), confluiscono da opposte direzioni il Calore Irpino e i suoi maggiori tributari: il Tammaro da nord, il Miscano e l'Ufita da est e il Sabato da sud.
Nel settore sud-est vi sono le ultime diramazioni dei monti dell'Irpinia, che separano la valle del Sabato da quella del Calore, con le alture di San Giorgio del Sannio (380 m), quelle di Sant'Angelo a Cupolo, con il monte Pagliari (475 m), quelle di San Nazzaro e Calvi, con il monte San Marco (505 m) e le alture di Cucciano che separano il bacino del medio Calore dalla valle dell'Ufita, con il monte Calvano (554 m), Rocchetta (632 m) e Cucciano (700 m).
Nel settore nord-est vi è l'incurvatura della dorsale appenninica, dove i monti del Sannio (da non confondere con l'Appennino sannita) si congiungono con i monti della Daunia, formando la catena arcuata dei monti di Castelfranco, Montefalcone, Foiano di Val Fortore e Baselice nella quale sono le sorgenti del Fortore.
In questa catena emergono i monti: Taglianaso (908 m), Teglia (742 m), Tufara (913 m) e S. Angelo (641 m) al confine nord-est, sulla destra del Fortore; mentre sulla sinistra, costituenti lo spartiacque tra la valle del Fortore e quella del Tammaro si trovano i monti: Serravescigli (892 m), Calvello (946 m), Rovino (920 m), S. Onofrio (950 m), S. Luca (981 m) e S. Marco (1007 m).
Tra le diramazioni dei monti del Sannio si distinguono anche le montagne di Santa Croce del Sannio con il monte S. Martino (853 m), il Murgia Giuntatore (992 m), i monti di Colle Sannita (871 m) e di Castelvetere in Val Fortore (706 m), le alture di Castelfranco in Miscano con il monte S. Felice (851 m), di San Marco dei Cavoti con il monte Caffarello (687 m), e le alture di Foiano di Val Fortore con i monti Barbato (946 m) e Fontesanlorenzo (981 m), fino al colle di Paduli (380 m) e al monte Crapiano (371 m) che forma le appendici estreme dei monti del Sannio sulla destra del Calore.
Nel settore NW si elevano le propaggini del Matese, dove sono i monti più alti della provincia, che determinano lo spartiacque tra le valli del Tammaro, del Volturno e del basso Calore. Il crine di displuvio è costituito da una ramificazione che cominciando dal monte Acero (733 m), a sud-ovest, gira per i monti Monaco di Gioia (1331 m), Erbano (1390 m), Crosco (1300 m), Pescolombardo (1566 m), Monte Mutria (1822 m), Moschiaturo (1470 m), Pagliarella (1020 m) e termina all'altro gruppo dei Giallonardo (1030 m).
Vi si distinguono inoltre i monti Serra Macchia Strinata (1252 m), Morrone della Serra (1351 m), Colle Statera, (1252 m), Cima Selvozza (1194 m), Rotondo (926 m), Mangialardo (1030 m), Calvello (1018 m), Valluccio (1010 m), Coppo (1009 m) e giù sino ai monti di S. Vitale (250 m), Scopa (251 m) e S. Angelo (190 m), che forma le estreme appendici meridionali del Matese.
Nel settore SW, tra il torrente Serretelle a est, la valle del basso Calore a nord, il bacino del Volturno ad ovest, e la valle dell'Isclero a sud, sorge il gran massiccio del Taburno, il quale a sud-est per mezzo di un ramo formato dal monte Mauro (671 m), dal valico di Sferracavallo (300 m), dal colle Tufara (500 m) e dal monte Cornice (907 m) si congiunge al monte Avella (1591 m), nella catena del Partenio separando la valle Caudina da quella di Benevento.
Talché il crine displuviato è formato da questo ramo e dai monti Taburno (1393 m), Tuoro Alto (1300 m), Rosa (1310), Camposauro (1394 m), Pizzo Cupone (1234 m) e Pentime (1170 m), nella direzione di sud-est a nord-ovest.
Il massiccio del Taburno è formato come da un grande acrocoro, che nella parte superiore comprende la valle Vitulanese lunga circa 15 km², da Montesarchio a Paupisi, cinge a guisa di una grande terrazza il fianco orientale del massiccio in tutta la sua lunghezza e altezza media di circa 500 m, che passa per Tocco Caudio, Campoli, Cautano, Foglianise, Vitulano, Torrecuso e Paupisi.
Il crinale del Taburno si sviluppa nella stessa direzione della valle Vitulanese da sud a nord ed è diviso trasversalmente in due sezioni per mezzo della piana di Prata (790 m) che apre un varco fra i due versanti orientale e occidentale, e mette in comunicazione la valle Vitulanese, con quella del Volturno. La sezione meridionale, oltre ai monti già menzionati, comprende: il Pizzo Cardito (1150 m), Cepponeto (1270 m), Colle dei Paperi (1331 m), Toppo Ortichelle (1260 m), Toppo Campiglia (1205 m), m. Coppola (1011 m) e la sezione settentrionale del m. Gaudello (1209 m), il Piano d'Andrea (1304 m), il Tesoro (1180 m) e altri.
A sud di Benevento si prolungano le appendici settentrionali del Partenio che segna lo spartiacque fra la valle del Corvo e quella del Sabato, con il m. Trascio (461 m) e le colline di San Leucio del Sannio (380 m), M. Calvo (347 m) e la Gran Potenza o Monte san Felice (200 m).

### Pianure
Le più notevoli pianure della provincia sono:
- La piana di Telese, alla confluenza del Calore con il Volturno, all'altezza media di soli 40 m con una superficie di circa 36 km², e la pianura precedente, tra il ponte Maria Cristina e la stazione di Casalduni, quasi alla medesima altezza, con un'estensione di circa 8 km², entrambe attraversate dal basso Calore.
- La piana di Benevento, all'altezza media di circa 80 m, con un'estensione di oltre 10 km² attraversata dal medio Calore.
- Il piano di Apice, a 115 m d'altezza media, a NW del paese, sulla sinistra del Calore, di forma quasi triangolare, con una superficie di 225000 m².
- La piana di Calise, a SW di San Giorgio La Molara, all'altezza di circa 270 m, sulla sinistra del Tammaro, con una superficie di circa 625000 m².
- La piana di Decorata, tra Castelpagano e Castelvetere in Val Fortore all'altezza di 330 m circa.
- La valle Caudina, che è la maggiore delle pianure beneventane, a un'altezza di circa 200 m e una superficie di oltre 60 km², di forma quasi circolare, chiusa dai monti Avella a sud, Taburno a nord, dal ramo che congiunge il Taburno al Partenio ad est, e dall'altro ramo (monti Tairano e Veccio) che congiunge i medesimi monti ad ovest. Vi si accede per mezzo del passo d'Arpaia e dalla gola di Moiano da ovest, e per mezzo del passo di Sferracavallo ad est, attraversata dall'antica via consolare Caserta - Arpaia - Benevento, e coronata dalle[senza fonte] terre di Montesarchio, Bonea, Bucciano, Luzzano, Moiano ed Airola alle falde del Taburno, ed Arpaia, Paolisi, Rotondi, Cervinara e San Martino Valle Caudina (queste ultime tre in provincia di Avellino) alle falde settentrionali del Partenio.

### Altopiani
La maggior parte degli altopiani sono antiche pianure fluviali che hanno poi subìto un sollevamento tettonico, ma esistono anche altopiani d'erosione che corrispondono ad antica superficie d'erosione e altopiani strutturali formati da antiche superfici strutturali.
Nella provincia di Benevento abbiamo:
- Altopiano di Montalto a nord del monte omonimo (880 m), tra Cerreto Sannita, Pietraroia, Morcone, con un circuito di oltre 3500 m;
- Il pianoro di Campitello (1075 m) tra i monti di Vitulano con un circuito di oltre 2300 m;
- La Piana di Prata, separa il versante del Taburno con i monti Gaudello e Monte S.Angelo da quello del Camposauro con Pizzo Cardito e Serra del Ceraso, a 790 m e con un circuito di circa 10 km;
- Il Piano di S. Onofrio, sul monte omonimo (950 m) tra San Giorgio La Molara, Montefalcone di Val Fortore e Ginestra degli Schiavoni.

### Idrografia
I fiumi principali sono: innanzitutto il Calore Irpino, che nasce in provincia di Avellino per riversarsi nel Volturno, il quale interessa parzialmente i confini occidentali; vi sono poi due affluenti del Calore provenienti dalla stessa provincia di Avellino: il Sabato, che confluisce nel Calore nei pressi di Benevento, e l'Ufita (il Miscano, nato in provincia di Foggia, si riversa a sua volta nell'Ufita); un altro affluente, il Tammaro, nasce in provincia di Campobasso e sfocia vicino al capoluogo.
Vi sono poi:
- il Fortore, nato in provincia di Foggia, che attraversa la zona nordorientale, per poi riversarsi nell'invaso di Occhito;
- l'Isclero, che nasce sul monte Mauro nel massiccio del Taburno, attraversa la Valle Caudina e si riversa nel Volturno;
- il Titerno, che interessa il settore nordoccidentale e confluisce anch'esso nel Volturno.

I laghi sono pochi e di scarsa importanza:
- Il lago principale è quello che si estende a nord dell'abitato di Campolattaro, di origine artificiale: si è sviluppato a seguito della costruzione della diga sul fiume Tammaro. La flora e la fauna sono protette grazie all'istituzione di una riserva gestita dal WWF.
- il lago di Telese, che è il più frequentato e conosciuto;
- il piccolo lago di Decorata, nel comune di Colle Sannita;
- un laghetto artificiale sito nel comune di Foiano di Val Fortore, in contrada San Giovanni alla sorgente del vallone Mazzocca, che assegnò il nome alla famosa badia, con una capacità di 60.000 m3 e 1,2 litri al secondo. Fino all'inizio del XX secolo notevoli erano la purezza delle sue acque cristalline, e l'amenità del luogo;
- il laghetto delle Mignatte, naturale, tra il territorio di Montefalcone di Val Fortore e San Giorgio La Molara, così detto perché vi si trovavano delle sanguisughe ("mignatte" in dialetto irpino), le quali furono poi eliminate per coltivarvi l'anguilla, oggi scomparsa. Ha un diametro non superiore a 20 metri, e una capacità di circa 4600 metri cubi d'acqua;
- nel territorio di Morcone a sud di Montorfano, vi è un'estesa pianura concava, in cui d'inverno si raccoglievano le acque delle alture circostanti, formando il lago di Montorfano; sempre nello stesso comune vi è un altro lago in località San Benedetto destinato alla pesca sportiva;
- il lago Spino sito a nord-est del monte Calvello, al confine tra Pontelandolfo e Morcone, raggiungibile tramite strada. La sua superficie è di circa 1 km², ed è asciutto durante il periodo estivo;
- In località Mulino Vecchio, alla confluenza dei torrenti Alente e Alenticella sempre nel comune di Pontelandolfo, è stato realizzato dalla locale comunità montana un laghetto, per consentire gli spegnimenti degli incendi del bosco. Il luogo offre ampi spazi di parcheggio ed è privilegiato per la pesca alla trota;
- nel comune di San Lupo vi è un laghetto sito alla contrada Lago in una piccola conca tettonica sul Monte Petroso;
- nel comune di Sant'Agata de' Goti, nei pressi del monte Mellino, vi è un laghetto che defluisce, attraverso la vallata di Durazzano, nel fiume Isclero;
- nel comune di Guardia Sanframondi, in località Pineta, si può ammirare un piccolo laghetto collinare;
- infine in località Tora, nel comune di Montesarchio, si trova un laghetto collinare che occupa una superficie di circa 6000 m².

## Storia

Gonfalone provinciale

La provincia di Benevento fu costituita con decreto di Garibaldi del 25 ottobre 1860; costituita inizialmente dal solo territorio dell'ex delegazione apostolica di Benevento (le cui funzioni erano effettivamente cessate già dal 3 settembre), fin dal primo momento era destinata ad ingrandirsi a spese delle province circostanti per mezzo di successive determinazioni.
L'atteso decreto per la definitiva circoscrizione territoriale della provincia di Benevento a firma di Eugenio di Savoia-Carignano, luogotenente generale del re nelle provincie napoletane, fu emesso il 17 febbraio 1861. La neonata provincia di Benevento, costituita da un nucleo centrale (corrispondente all'ex delegazione apostolica) e da una numerosa serie di comuni appositamente distaccati da quattro province limitrofe (Principato Ultra, Terra di Lavoro, Molise e Capitanata), fu rioganizzata in 3 circondari:
- Circondario di Benevento o I Circondario, che si componeva di 35 comuni, raggruppati in 7 mandamenti: Benevento, Montesarchio, Paduli, Vitulano, Airola, San Giorgio la Montagna (odierna San Giorgio del Sannio), Pescolamazza (odierna Pesco Sannita).
- Circondario di Cerreto Sannita o II Circondario, che si componeva di 24 comuni, raggruppati in 7 mandamenti: Cerreto Sannita, Guardia Sanframondi, Cusano Mutri, Sant'Agata de' Goti, Pontelandolfo, Solopaca, Morcone.
- Circondario di San Bartolomeo in Galdo, o III Circondario, che si componeva di 16 comuni, raggruppati in 6 mandamenti: San Bartolomeo in Galdo, Colle Sannita, Santa Croce di Morcone (odierna Santa Croce del Sannio), San Giorgio La Molara, Baselice, Castelfranco in Miscano.

La provincia si ampliò notevolmente nel 1927 integrando parte della soppressa provincia di Terra di Lavoro, sebbene al contempo dovette cedere alla provincia di Campobasso il comune di Cercemaggiore; tuttavia nel 1945, con la ricostituzione della provincia di Caserta, la provincia di Benevento dovette restituire tutti i comuni annessi nel 1927, senza però ottenere la restituzione di Cercemaggiore. In compenso nel 1978 il comune di Sant'Arcangelo Trimonte (già Montemalo) fu distaccato dalla provincia di Avellino e aggregato alla provincia di Benevento, dalla quale era peraltro interamente circondato.

### Simboli

Una versione differente dello stemma utilizzato dalla Provincia fino al 2004

Il toro furioso, scelto come simbolo della provincia nel 1871, rappresenta l'animale che i Sanniti sacrificavano nelle corso della cerimonia religiosa della Primavera sacra prima di partire alla conquista di nuove terre e, per perpetuare la memoria dei loro padri, in tutte le insegne e le armi che usavano, portavano effigiata la testa del toro.

Versione aulica dello stemma

In molti luoghi e città dell'antico Sannio come a Boiano ed Isernia, in marmi, con molto artificio e in diverse guise, si vede scolpito il toro.

## Società

### Qualità della vita
Secondo le statistiche de Il Sole 24 Ore e Italia Oggi, la provincia di Benevento nel 2008 aveva una qualità della vita in classifica all'81º posto, migliorando di ben 21 posizioni. Per Il Sole 24 Ore, nel 2011, peggiora ulteriormente arrivando al 97º posto in classifica, ma migliora arrivando al 83º posto nel 2012. Nel 2013 il ritorno all'81º posto; nel 2014 scende all'84º posto, nel 2015 scende di molte posizioni, arrivando al 99º posto e nel 2016 risale all'86º posto, nel 2017, invece, scende di nove posizioni arrivando al 95º posto. Nel 2018 sale di 4 posizioni arrivando al 91º posto. Per Italia Oggi, invece, nel 2011 la provincia si classifica al 90º posto, scendendo nel 2012 al 94º posto. Nel 2013 risale all'86º posto, e nel 2014 sale di ben 20 posizioni, arrivando all'66º posto. Nel 2015 riscende al 73º posto, per poi risalire nel 2016 al 72º posto, nel 2017, invece, scende di tre posizioni arrivando al 75º posto. Nel 2018 scende di ben 16 posizioni arrivando al 91º posto.{| class="wikitable"
!Anno
!Qualità della Vita (Sole 24 Ore)
!Qualità della Vita (Italia Oggi)
|-
|2011
|97º (- 3)
|90º (- 3)
|-
|2012
|83º (+ 14)
|94º (+ 3)
|-
|2013
|81º (+ 2)
|86º (+ 8)
|-
|2014
|84º (- 3)
|66º (+ 20)
|-
|2015
|99º (- 15)
|73º (- 7)
|-
|2016
|86º (+ 13)
|72º (+ 1)
|-
|2017
|95º (- 9)
|75º (- 3)
|-
|2018
|91º (+ 4)
|91º (- 16)
|-
|2019
|76º (+ 15)
|-
|2022
|82º (- 6)
|}In base alle statistiche del Sole 24 ORE, nello specifico, la provincia era nelle seguenti posizioni:
| Anno | Tenore di vita | Servizi, ambiente, salute | Affari e lavoro | Ordine pubblico | Popolazione | Tempo libero | Totale    |
| ---- | -------------- | ------------------------- | --------------- | --------------- | ----------- | ------------ | --------- |
| 2011 | 192            | 89                        | 93              | 52              | 85          | 91           | 391 punti |
| 2012 | 96             | 84                        | 83              | 70              | 50          | 72           | 445 punti |
| 2013 | 92             | 89                        | 81              | 17              | 78          | 95           | 468 punti |
| 2014 | 95             | 91                        | 90              | 6               | 92          | 93           | 471 punti |
| 2015 | 103            | 98                        | 91              | 35              | 92          | 79           | 427 punti |
| 2016 | 95             | 86                        | 104             | 27              | 37          | 79           | 406 punti |
| 2017 | 93             | 100                       | 105             | 91              | 58          | 58           | 408 punti |
| 2018 | 87             | 102                       | 96              | 61              | 72          | 64           | 413 punti |

## Dati economici

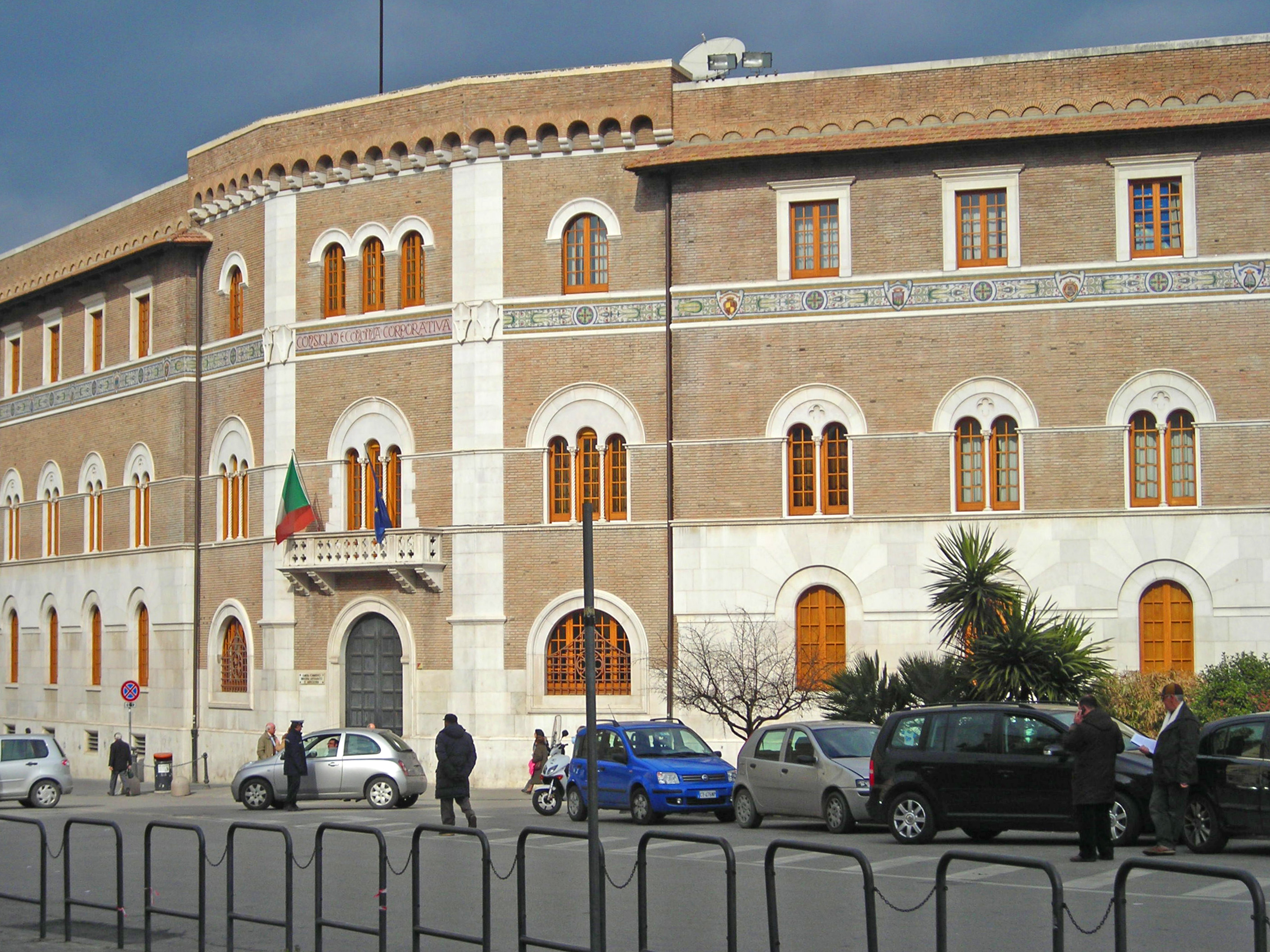
La Camera di Commercio

- Pil (prodotto interno lordo) pro capite: 15882 €
- Pil totale: 4.577,9 mil €
- Tasso di disoccupazione: 10,8%
- Totale occupati: 93 025

Di cui:
- Agricoltura: 11,53%
- Industria: 21,50%
- Servizi: 66,97%

## Infrastrutture e trasporti
Mappa della Provincia di Benevento 

### Linee ferroviarie
- linea Napoli - Foggia
- linea Benevento - Cancello
- linea Benevento - Avellino
- linea Benevento - Campobasso

La provincia di Benevento è attraversata da diverse linee ferroviarie, sia di carattere nazionale che di carattere regionale.
La principale è la linea Napoli - Foggia che permette il collegamento da Roma a Bari. È gestita da Rete Ferroviaria Italiana (RFI) che la classifica come linea principale.
La linea è stata soggetta negli ultimi anni ad alcuni lavori che hanno portato al raddoppio di binario tra Vitulano e Apice. È in fase di realizzazione il progetto di tramutarla in una linea con le caratteristiche di alta capacità, raddoppiando il resto del tracciato, rettificandolo in certi punti e costruendo una galleria di base che valicherà l'Appennino (all'altezza della sella di Ariano) a una quota più bassa dell'attuale.
La linea Benevento–Campobasso è una linea ferroviaria secondaria sia della Campania che del Molise e unisce Benevento con Campobasso, rappresentando un'alternativa alla ferrovia Napoli–Foggia per congiungere il Tirreno all'Adriatico.
Tra le linee di carattere regionale, sono da segnalare, la linea Benevento–Avellino che collega le due città della Campania proseguendo poi per Salerno; e la linea Benevento–Cancello detta anche Ferrovia della Valle Caudina, che collega Benevento a Napoli, oggi parte della società MetroCampania NordEst.

### Linee stradali

#### Strade
La provincia è servita da un raccordo:
- Raccordo autostradale 9 → Da Benevento verso San Giorgio del Sannio e il casello di Castel del Lago, con innesto con autostrada A16

#### Strade statali e provinciali
- Strada statale 7 Via Appia → Da Caserta per Arpaia, Montesarchio, Apollosa, Benevento, San Giorgio del Sannio verso Avellino, innesto con autostrada A1 e autostrada A30
- Ex Strada statale 87 Sannitica → verso Fragneto Monforte, Pontelandolfo, Morcone, Campobasso e Termoli, innesto con autostrada A14
- Ex Strada statale 88 dei Due Principati, ora SP 102 → Ceppaloni, Benevento, Fragneto Monforte, Campolattaro, Morcone
- Strada statale 90 bis delle Puglie → verso Paduli, Savignano Irpino e Foggia, innesto con autostrada A14
- strada statale 212 della Val Fortore → verso Pietrelcina, San Marco dei Cavoti e San Bartolomeo in Galdo innesto con SS 17
- Strada statale 372 Telesina → verso Telese Terme, Castelvenere, Guardia Sanframondi, Sant'Agata de' Goti e Caianello, innesto con autostrada A1
- Strada statale 374 di Summonte e di Montevergine → da Roccabascerana, per Pannarano a San Martino Valle Caudina, non utile alla viabilità provinciale, ma passante nel territorio del comune, isola amministrativa beneventana nella provincia di Avellino

Prima del 1860 vi erano due vie rotabili di grandi comunicazioni: la Sannitica, che da Napoli, attraverso Caserta, Solopaca, Guardia Sanframondi, San Lupo, Pontelandolfo e Morcone andava a Campobasso; e l'antica via Consolare che da Caserta, attraverso la valle Caudina e Benevento, andava a innestarsi alla via regia delle Puglie presso Calore (Venticano).
In tutto, una novantina di km di vie maestre. Delle due solo la via Consolare passava per Benevento; essa, essendo allora l'unica grande arteria del transito meridionale tra i versanti tirrenico ed adriatico, bastava a fare di Benevento un centro commerciale e strategico di primissimo ordine, e la città dovette a ciò la sua fortuna nell'antichità romana e nell'alto medioevo. Ma da quando Benevento, nell'XI secolo, cadde sotto il dominio del Papa, e nel Cinquecento re Filippo II d'Asburgo, per liberare la viabilità del Regno di Napoli, tracciò la nuova strada regia delle Puglie che da Napoli, per Monteforte, Avellino e Ariano andava in Puglia, la via Consolare divenne anemica, e il cuore di essa, Benevento, fu minacciata sempre da paralisi commerciale.
Bisogna tuttavia aggiungere una strada particolare, il Regio Tratturo: ampia via naturale, tracciata, sin ab antiquo, dal periodico passaggio delle greggi e degli armenti. Il regio tratturo entrava nella provincia per il passo di Serravessilli, attraversava la Murgia delle Fate a sud di San Giorgio La Molara, guadando i torrenti Drago e Tamaricchio alle loro confluenze con il Tammaro, passava sotto Reino e lasciando a destra Circello, a sinistra Santa Croce del Sannio a nord di Sassinoro entrava nel Molise. Centinaia di migliaia di capi d'armenti passavano e ripasavano annualmente per quella via recando il più valido contributo alla agricoltura.
Dal 1860 Benevento è tornata, un centro importante di viabilità nel mezzogiorno d'Italia. Sin dal 1871 il Prefetto della nuova provincia poté annunziare al Consiglio provinciale, che questa, "testé priva quasi affatto di strade, oramai se n'era tanto arricchita, che tra le province d'Italia non occupava più uno degli ultimi posti", e indicava come già compiute, o presto a compiersi, la provinciale di Val Fortore che arrivava fino a San Bartolomeo in Galdo, quella dei Ciardelli che andava direttamente ad Avellino, quella di Alvignanello che andava a Caserta, e le comunali che coprivano tutti i comuni della provincia.
Le moderne vie di comunicazione consentono dunque di raggiungere e attraversare comodamente il territorio provinciale. Poiché la città si è estesa in modo considerevole sono state infine create agli inizi degli anni Settanta del XX secolo una moltitudine di strade, tra cui le due tangenziali che circondano ad anello il capoluogo.
Per ciò che riguarda i collegamenti con il resto della regione e del Paese invece si avverte ancora la mancanza di una via comoda e diretta per raggiungere il Napoletano: attualmente la via più diretta è la Strada statale 7 Via Appia, percorrendo la quale però è necessario uscire su strade secondarie nei pressi di Arienzo e immettersi poi nella rete viaria della città metropolitana di Napoli. Manca altresì un collegamento diretto e veloce con Avellino, dato che tale non può più definirsi né il percorso attraverso la declassata Strada statale 88 dei Due Principati né il percorso via A16.
Di contro la SS 372 Telesina Benevento-Caianello, che attraversa tutti i comuni della valle Telesina e molti della provincia di Caserta, si innesta sulla A1 e permette così di arrivare a Roma in meno di tre ore. La strada statale 87 Sannitica raggiunge Campobasso, e Termoli, permettendo di proseguire verso i paesi abruzzesi, tra cui San Salvo, Vasto e Pescara luoghi di vacanza di molti beneventani. Un raccordo autostradale che passa per San Giorgio del Sannio collega la Tangenziale est di Benevento con l'autostrada A16 Napoli-Canosa. La strada statale 212 della Val Fortore taglia longitudinalmente il Sannio, prendendo il nome dalla valle formata dall'omonimo fiume.
La strada statale 212 var Variante di Pietrelcina (SS 212 var) è una strada statale italiana di recente costruzione che prende il nome dal comune di cui evita l'attraversamento del centro urbano.
La strada fa oggi parte del primo tronco della Fortorina, arteria che collega Benevento con la valle del Fortore, in sostituzione degli obsoleti tracciati della strada statale 212 della Val Fortore e della strada statale 369 Appulo Fortorina. Concepita per arrivare fino a San Bartolomeo in Galdo, la Fortorina termina allo svincolo di San Marco dei Cavoti, per confluire proprio nella ex SS 369. Il primo tratto in funzione è stato inaugurato il 28 marzo 2012 da Benevento fino allo svincolo di Pesco Sannita, per una lunghezza di 4,200 km., mentre il restante è stato inaugurato a novembre 2014 per circa altri 15 km. comprendendo gli svincoli di Pesco Sannita (2), Fragneto Monforte e Fragneto l'Abate, Reino e San Marco dei Cavoti.

### Aeroporti
Nel territorio è situata l'Aeroporto di Benevento-Olivola che attualmente svolge il ruolo di aviosuperficie.

## Cucina
L'alto Tammaro è una zona olivicola, ove si produce l'olio "Sannio Beneventano", mentre tipico della valle del Miscano è il caciocavallo di Castelfranco, un prodotto che si fregia del marchio PAT.
I vini D.O.C. prodotti sono l'Aglianico del Taburno, il Solopaca e il Sant'Agata dei Goti, famoso nella tipologia Falanghina.

## Geografia antropica

### Comunità montane
Il territorio beneventano comprende tre comunità montane:
| Denominazione                           | Sede amministrativa     | Comuni | Mappa |
| --------------------------------------- | ----------------------- | --- | ----- |
| Comunità montana del Fortore            | San Bartolomeo in Galdo | Apice Baselice Buonalbergo Castelfranco in Miscano Castelvetere in Val Fortore Foiano di Val Fortore Ginestra degli Schiavoni Molinara Montefalcone di Val Fortore San Bartolomeo in Galdo San Giorgio La Molara San Marco dei Cavoti |       |
| Comunità montana del Taburno            | Frasso Telesino         | Arpaia Bonea Bucciano Cautano Forchia Frasso Telesino Moiano Paolisi Sant'Agata de' Goti Solopaca Tocco Caudio Vitulano |       |
| Comunità montana Titerno e Alto Tammaro | Cerreto Sannita         | Campolattaro Castelpagano Cerreto Sannita Circello Colle Sannita Cusano Mutri Faicchio Guardia Sanframondi Morcone Pietraroja Pontelandolfo Reino San Lorenzello San Lupo San Salvatore Telesino Santa Croce del Sannio Sassinoro     |       |

### Comuni
Appartengono alla provincia di Benevento i seguenti 78 comuni:
1. Airola
2. Amorosi
3. Apice
4. Apollosa
5. Arpaia
6. Arpaise
7. Baselice
8. Benevento
9. Bonea
10. Bucciano
11. Buonalbergo
12. Calvi
13. Campolattaro
14. Campoli del Monte Taburno
15. Casalduni
16. Castelfranco in Miscano
17. Castelpagano
18. Castelpoto
19. Castelvenere
20. Castelvetere in Val Fortore
21. Cautano
22. Ceppaloni
23. Cerreto Sannita
24. Circello
25. Colle Sannita
26. Cusano Mutri
27. Dugenta
28. Durazzano
29. Faicchio
30. Foglianise
31. Foiano di Val Fortore
32. Forchia
33. Fragneto Monforte
34. Fragneto l'Abate
35. Frasso Telesino
36. Ginestra degli Schiavoni
37. Guardia Sanframondi
38. Limatola
39. Melizzano
40. Moiano
41. Molinara
42. Montefalcone di Val Fortore
43. Montesarchio
44. Morcone
45. Paduli
46. Pago Veiano
47. Pannarano
48. Paolisi
49. Paupisi
50. Pesco Sannita
51. Pietraroja
52. Pietrelcina
53. Ponte
54. Pontelandolfo
55. Puglianello
56. Reino
57. San Bartolomeo in Galdo
58. San Giorgio La Molara
59. San Giorgio del Sannio
60. San Leucio del Sannio
61. San Lorenzello
62. San Lorenzo Maggiore
63. San Lupo
64. San Marco dei Cavoti
65. San Martino Sannita
66. San Nazzaro
67. San Nicola Manfredi
68. San Salvatore Telesino
69. Sant'Agata de' Goti
70. Sant'Angelo a Cupolo
71. Sant'Arcangelo Trimonte
72. Santa Croce del Sannio
73. Sassinoro
74. Solopaca
75. Telese Terme
76. Tocco Caudio
77. Torrecuso
78. Vitulano

#### Comuni più popolosi
Nella tabella i comuni della provincia di Benevento con più di 4 000 abitanti:
| Pos. | Stemma | Comune                  | Popolazione | Superficie (km²) | Densità (ab/km²) | Altitudine (m s.l.m.) | Mappa |
| ---- | ------ | ----------------------- | ----------- | ---------------- | ---------------- | --------------------- | ----- |
| 1°   |        | Benevento               | 55 662      | 130,84           | 425,42           | 120                   |       |
| 2°   |        | Montesarchio            | 12 961      | 26,51            | 488,90           | 300                   |       |
| 3°   |        | Sant'Agata de' Goti     | 10 109      | 63,38            | 158,75           | 159                   |       |
| 4°   |        | San Giorgio del Sannio  | 9 667       | 22,34            | 432,72           | 380                   |       |
| 5°   |        | Airola                  | 8 083       | 14,9             | 542,48           | 270                   |       |
| 6°   |        | Telese Terme            | 7 599       | 10               | 759,9            | 55                    |       |
| 7°   |        | Apice                   | 5 226       | 49,04            | 106,56           | 220                   |       |
| 8°   |        | Guardia Sanframondi     | 4 479       | 21,1             | 212,27           | 428                   |       |
| 9°   |        | Morcone                 | 4 471       | 101,33           | 44,12            | 600                   |       |
| 10°  |        | San Bartolomeo in Galdo | 4 266       | 82,67            | 51,12            | 597                   |       |
| 11°  |        | Limatola                | 4 250       | 18,38            | 231,23           | 48                    |       |
| 12°  |        | Sant'Angelo a Cupolo    | 4 008       | 11,01            | 364,03           | 459                   |       |

#### Comuni meno popolosi
Nella tabella i comuni della provincia di Benevento con meno di 1 000 abitanti:
| Pos. | Stemma | Comune                   | Popolazione | Superficie (km²) | Densità (ab/km²) | Altitudine (m s.l.m.) | Mappa |
| ---- | ------ | ------------------------ | ----------- | ---------------- | ---------------- | --------------------- | ----- |
| 71°  |        | San Nazzaro              | 823         | 2,04             | 403,43           | 495                   |       |
| 72°  |        | Castelfranco in Miscano  | 765         | 43,4             | 16,70            | 760                   |       |
| 73°  |        | Arpaise                  | 721         | 6,66             | 108,26           | 410                   |       |
| 74°  |        | San Lupo                 | 677         | 15,3             | 44,25            | 500                   |       |
| 75°  |        | Sassinoro                | 616         | 13,25            | 46,5             | 545                   |       |
| 76°  |        | Pietraroja               | 512         | 35,81            | 14,3             | 818                   |       |
| 77°  |        | Sant'Arcangelo Trimonte  | 463         | 9,8              | 47,24            | 363                   |       |
| 78°  |        | Ginestra degli Schiavoni | 386         | 14,79            | 26,1             | 540                   |       |

#### Comuni con il titolo di città
| Città                   | Anno | Atto                           |
| ----------------------- | ---- | ------------------------------ |
| Airola                  | 1754 | Regio decreto Carlo di Borbone |
| Apice                   | 1999 | DPR 21 giugno 1999             |
| Apollosa                | 2002 | DPR 10 marzo 2002              |
| Benevento               | 1861 | antico diritto                 |
| Buonalbergo             | 2000 | DPR 2 marzo 2000               |
| Foglianise              | 2012 | DPR 29 ottobre 2012            |
| Moiano                  | 2007 | DPR 10 luglio 2007             |
| Molinara                | 2006 | DPR 1º gennaio 2006            |
| Montesarchio            | 1978 | DPR 31 luglio 1997             |
| Pannarano               | 2005 | DPR 28 giugno 2005             |
| San Bartolomeo in Galdo | 2016 | DPR 1º gennaio 2016            |
| Sant'Agata de' Goti     | 1990 | DPR 5 aprile 2000              |
| Telese Terme            | 1970 | DPR 1º aprile 2000             |

## Società

### Evoluzione demografica
Abitanti censiti

### Etnie e minoranze straniere
Al 2018 gli stranieri residenti in provincia sono 10 188 (il 3,6 % dei residenti). Le maggiori rappresentanze provengono da:
- Romania: 2 861
- Ucraina: 1 206
- Nigeria: 932
- Marocco: 771
- Bangladesh: 318
- Gambia: 300
- Polonia: 280
- Mali: 257
- Albania: 252
- Senegal: 226
- Cina: 204
- Ghana: 200
- India: 197
- Pakistan: 178
- Costa d'Avorio: 165
- Bulgaria: 156
- Guinea: 133
- Russia: 126
- Tunisia: 118
- Moldavia: 100

## Zone agrarie
Il sistema circoscrizionale statistico nell'ambito della provincia di Benevento dell'Istituto Centrale di Statistica prevede questa suddivisione:
| Numero Zona | Zona                    | Numero Comuni | Comuni |
| ----------- | ----------------------- | ------------- | --- |
| 1           | Matese Sud Orientale    | 13            | Amorosi, Castelpagano, Cerreto Sannita, Circello, Colle Sannita, Cusano Mutri, Faicchio, Morcone, Pietraroja, Puglianello, San Lorenzello, Santa Croce del Sannio, Sassinoro                                                              |
| 2           | Tammaro ed Alto Fortore | 11            | Baselice, Buonalbergo, Castelfranco in Miscano, Castelvetere in Val Fortore, Foiano di Val Fortore, Ginestra degli Schiavoni, Molinara, Montefalcone di Val Fortore, San Bartolomeo in Galdo, San Giorgio La Molara, San Marco dei Cavoti |
| 3           | Monti del Taburno       | 16            | Airola, Apollosa, Arpaia, Arpaise, Bonea, Bucciano, Campoli del Monte Taburno, Castelpoto, Ceppaloni, Foglianise, Forchia, Moiano, Montesarchio, Pannarano, Paolisi, Tocco Caudio                                                         |
| 4           | Calore Irpino Inferiore | 14            | Campolattaro, Casalduni, Castelvenere, Fragneto l'Abate, Fragneto Monforte, Guardia Sanframondi, Pago Veiano, Pesco Sannita, Ponte, Pontelandolfo, Reino, San Lorenzo Maggiore, San Lupo, Torrecuso                                       |
| 5           | Valle Telesina          | 12            | Cautano, Dugenta, Durazzano, Frasso Telesino, Limatola, Melizzano, Paupisi, San Salvatore Telesino, Sant'Agata de' Goti, Solopaca, Telese Terme, Vitulano                                                                                 |
| 6           | Colli Sanniti           | 12            | Apice, Benevento, Calvi, Paduli, Pietrelcina, San Giorgio del Sannio, San Leucio del Sannio, San Martino Sannita, San Nazzaro, San Nicola Manfredi, Sant'Angelo a Cupolo, Sant'Arcangelo Trimonte                                         |